# Музей военной авиации (Афины)

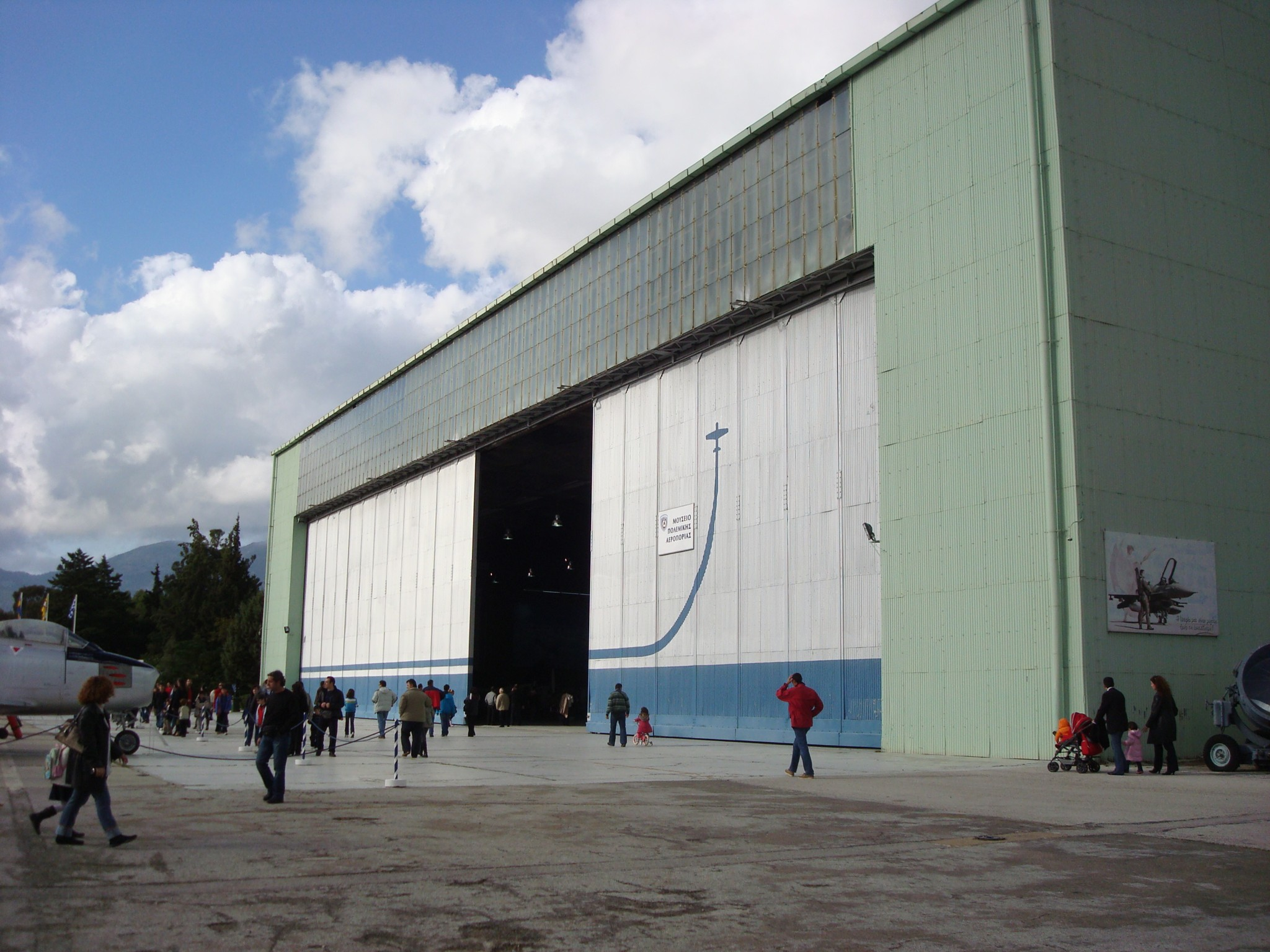
Ангар «Лерос», в котором располагается часть экспонатов Музея

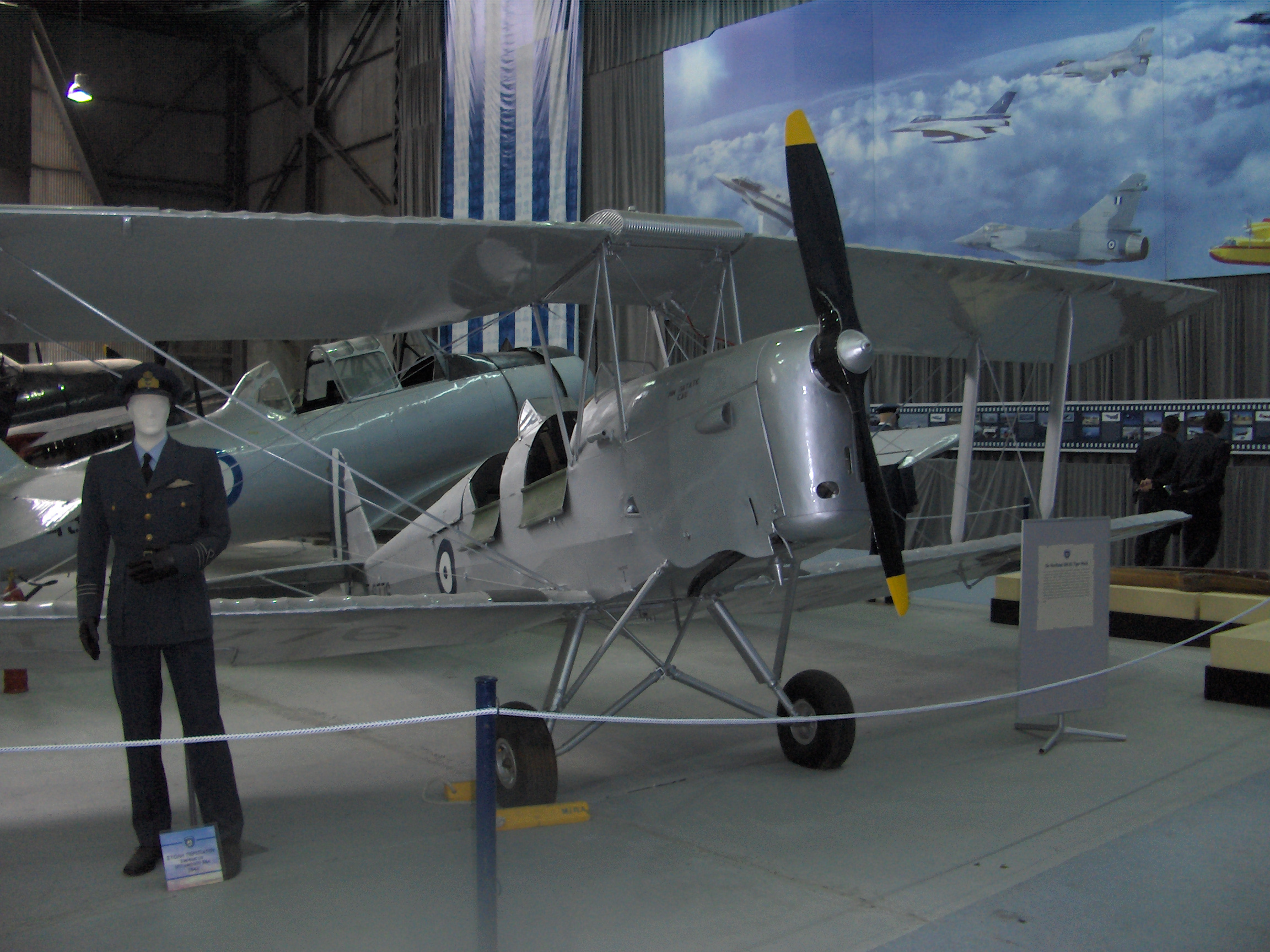
Самолёт Tiger Moth экспозиции

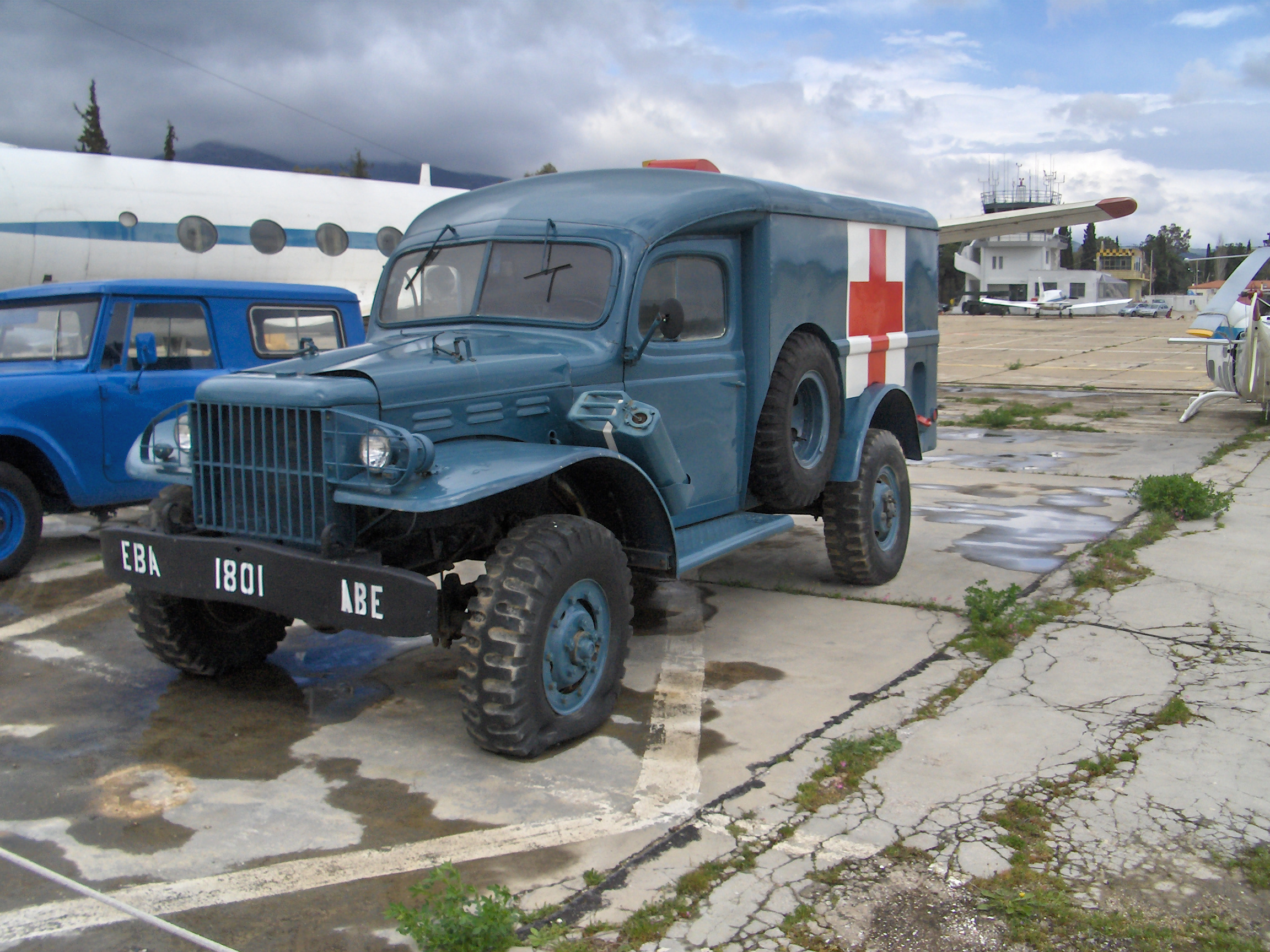
Автомобиль медицинской помощи Dodge WC 54 из коллекции автомобилей Музея

Музей Военной Авиации (греч. Μουσείο Πολεμικής Αεροπορίας) — авиационный, военный и технологический музей ВВС Греции. Музей был образован в июле 1992 года решением Верховного Авиационного Совета. Находится на территории бывшей авиационной базы Декелия (Татой).
Задачей музея является сбор хранение и экспозиция реликвий авиации, изучение и обоснование её истории, пропаганда авиационной идеи.
Согласно классификации Международного Совета Музеев (ΙCOM), греческий Музей Военной Авиации принадлежит к категории историческо-технологических музеев.
Музей является первым учреждением в Греции, которое занимается восстановлением исторических воздушных судов. В 1996 году со дна моря около города Ретимнон, был поднят самолёт  Bristol Blenheim Mk IV F, сбитый во время Сражения за Крит. Самолёт был перевезен в Музей. 3 октября 2003 года ВВС Г реции подняли со дна моря в районе острова Лерос сбитый Junkers Ju 52.
Большая часть авиационной коллекции музея располагается в ангаре «Лерос». Ангар сам по себе является музейным экспонатом, поскольку был изготовлен итальянцами в межвоенный период на острове Лерос и был использован ими как база гидропланов до Второй мировой войны. В послевоенные годы, два ангара были демонтированы и перевезены в Татой и на авиационную базу в город Элевсина.

## Экспонаты[3]
- De Havilland Tiger Moth D.H. 82
- Douglas C-47 Skytrain
- Bristol Blenheim
- Supermarine Spitfire Mk IXc
- North American T-6 G (Harvard)
- Curtiss Helldiver SB2C-5
- Lim-2Rbis (МиГ-15)
- Canadair CL-13 Mk2 (F-86 E)
- Republic F-84F Thunderstreak
- Lockheed F-104G «ТИГР»
- Lockheed F-104G «ОЛИМП»
- Grumman Gulfstream I
- Η-19Β Sikorsky
- HU-16B Albatross
- Northrop F-5 Freedom Fighter
- Northrop RF-5 Freedom Fighter
- Convair ΤF-102Α
- Lockheed Τ-33Α